# Riazanowo (Chochłowskoje)
Riazanowo (ros. Рязаново) – wieś (ros. деревня, trb. dieriewnia) w zachodniej Rosji, w osiedlu wiejskim Chochłowskoje rejonu smoleńskiego w obwodzie smoleńskim.

## Geografia
Miejscowość położona jest przy drodze federalnej R135 (Smoleńsk – Krasnyj – Gusino), 8 km od drogi federalnej R120 (Orzeł – Briańsk – Smoleńsk – Witebsk), 20 km od drogi magistralnej M1 «Białoruś», 2 km od centrum administracyjnego osiedla wiejskiego (Chochłowo), 11 km od Smoleńska, 11 km od najbliższej stacji kolejowej (Gniezdowo).
W granicach miejscowości znajdują się ulice: Cwietocznaja, Jubilejnaja, Lesnaja, Krasninskaja, Osienniaja, Pridorożnaja, Zielonaja.

## Demografia
W 2010 r. miejscowość zamieszkiwały 23 osoby.